# Tina Bøttzau
Tina Bøttzau (29 agosto 1971) è un'ex pallamanista danese.

## Palmarès

### Olimpiadi
- 2 medaglie:
  - 2 ori (Atlanta 1996; Sydney 2000)

### Mondiali
- 1 medaglia:
  - 1 oro (Germania 1997)